# Volksabstimmung in Dänemark 1992 zum Vertrag von Maastricht

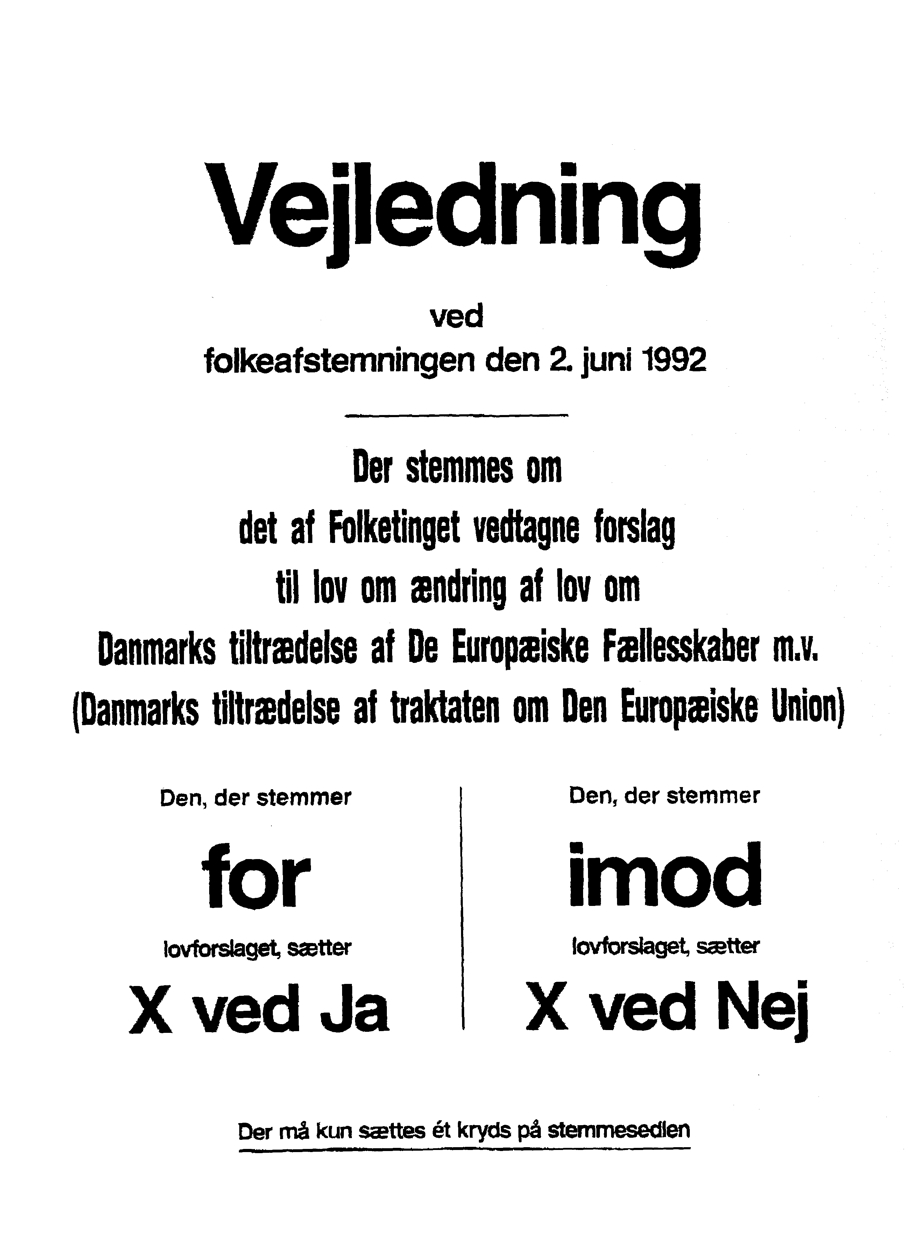
Anleitung zum Stimmzettel

Am 2. Juni 1992 fand eine Volksabstimmung in Dänemark zum Vertrag von Maastricht statt. In dem Referendum wurden die dänischen Stimmbürger gefragt, ob Dänemark den zuvor ausgehandelten Vertrag von Maastricht annehmen solle. Die dänische Regierung und die meisten größeren Parteien und gesellschaftlichen Organisationen Dänemarks hatten ein „Ja“-Votum empfohlen. Eine knappe Mehrheit von etwas mehr als 50 Prozent der Abstimmenden lehnte jedoch den Vertrag ab, was in Dänemark und in der Europäischen Gemeinschaft eine kleine politische Krise auslöste.

## Vorgeschichte

### Vertrag von Maastricht
Der Vertrag von Maastricht wurde am 7. Februar 1992 von den Staats- und Regierungschefs der Europäischen Gemeinschaft unterzeichnet. Vertreter Dänemarks bei den Verhandlungen waren der damalige Ministerpräsident Poul Schlüter (Konservative Volkspartei) und sein Außenminister Uffe Ellemann-Jensen (Venstre). Das ausgehandelte Vertragswerk sah die Umwandlung der bisherigen Europäischen Gemeinschaft (EG) in die Europäische Union (EU) vor. Diese Umwandlung beinhaltete eine wesentlich engere Zusammenarbeit der Mitgliedsstaaten auf verschiedenen Gebieten (Währungs- und Wirtschaftsunion, Gemeinsame Außen- und Sicherheitspolitik, Unionsbürgerschaft, Kompetenzerweiterung des Europäischen Parlaments, Zusammenarbeit in der Innen- und Rechtspolitik sowie ein Protokoll über die Sozialpolitik).

### Dänische Haltungen zu Europa und Verhandlungspositionen
In Dänemark bestand seit dem EWG-Beitritt des Landes im Jahr 1973 eine relativ europaskeptische Grundstimmung. Nach Meinungsumfragen hielten sich in den 1970ern die Befürworter und Gegner der EWG-Mitgliedschaft etwa die Waage. In den Jahren 1979 bis 1984 überwogen jedoch die Gegner um etwa 10 Prozent. Danach gewannen die Befürworter wieder an Boden. Insbesondere die Sozialdemokraten nahmen eine europafreundliche Haltung ein, und selbst die von Anbeginn an europakritische Sozialistische Volkspartei änderte ihre Position und gab ihre strikte Gegnerschaft zur EWG-Mitgliedschaft auf. Eine beispielhafte Meinungsumfrage von Berlingske Tidende im Oktober 1991 ergab 63 % Mitgliedschaftsbefürworter und nur 18 % Gegner. Generell zeigten sich die Dänen aber weniger gewillt, nationale Souveränitätsrechte an supranationale Organisationen abzugeben, als die Bewohner anderer europäischer Staaten. Am 4. Oktober 1990 wurde ein Memorandum zu Europa veröffentlicht, das von den Parteien der zentristisch-konservativen Regierung Schlüter III und den Sozialdemokraten unterzeichnet worden war. Dieses Memorandum, das als die „bislang am meisten proeuropäische Stellungnahme einer dänischen Regierung“ charakterisiert wurde, enthielt ein Bekenntnis zur „politischen und wirtschaftlichen Einheit ganz Europas“, aber auch Mahnungen, dass die europäischen Institutionen demokratischer und offener werden müssten und dass Europa in ökologischen und sozialen Fragen aktiver und progressiver werden müsse. Das Memorandum befürwortete eine engere Zusammenarbeit in der Außen- und Sicherheitspolitik, lehnte aber ausdrücklich eine gemeinsame europäische Militärstreitmacht ab. Hinsichtlich einer möglichen europäischen Währungsunion bezog es keine eindeutige Stellung. Das Memorandum stärkte den innenpolitischen Rückhalt und die Verhandlungsposition der Regierung Schlüter bei den ab Dezember 1990 beginnenden Verhandlungen in Maastricht, legte jedoch auch ihren Verhandlungsspielraum fest. Auf Drängen Dänemarks und des Vereinigten Königreichs wurde eine Klausel aus dem Vertragswerk entfernt, die das Ziel einer politischen Union Europas in Form eines Bundesstaats beinhaltete. Eine Klausel zum Verbraucherschutz, die zuerst auf britisches Drängen entfernt worden war, wurde auf Wunsch Dänemarks wieder in das Vertragswerk eingefügt, und hinsichtlich der anvisierten Währungsunion wurde eine Sonderbestimmung eingefügt, die Dänemark die Teilnahme an derselben offen ließ.

### Vor der Volksabstimmung
Da der Vertrag die Souveränitätsrechte Dänemarks betraf, war nach Artikel 20 der dänischen Verfassung von 1953 entweder ein Beschluss des Folketing mit einer 5/6-Mehrheit (83,3 %) erforderlich oder ein mehrheitlicher Folketing-Beschluss, gefolgt von einer Volksabstimmung, in der die Mehrheit der Wähler dem Gesetzesvorhaben zustimmten, um den Vertrag endgültig in Kraft zu setzen. Am 12. Mai 1992 ratifizierte der Folketing mit großer Mehrheit von 130 gegen 25 Stimmen (83,9 %) das Vertragswerk. Dafür stimmten die zwei Parteien der Regierung Schlüter IV (Konservative Volkspartei und Venstre), die Zentrumsdemokraten, die Radikale Venstre, die Christliche Volkspartei und die Sozialdemokraten. Gegen das Gesetz stimmten die Abgeordneten der Sozialistischen Volkspartei und der rechtspopulistischen Fremskridtspartiet (Fortschrittspartei). Erstere kritisierte vor allem die geplante Währungsunion sowie die geplante Ausweitung der militärischen Zusammenarbeit und das vermeintliche Fehlen von Demokratie und Offenheit in Europa. Letztere sprach sich allgemein gegen den Vereinheitlichungs- und Vereinigungsprozess aus und gegen die geplante soziale Dimension, die zu einem „Sozialtourismus“ nach Dänemark führen werde. Formell war mit der Abstimmung eine 5/6-Mehrheit erreicht und es wäre keine Volksabstimmung zwingend erforderlich gewesen, jedoch wurde entschieden, trotzdem die Wählerschaft zu befragen. Die Volksabstimmung wurde für den 2. Juni 1992 angesetzt.

## Frage bei der Volksabstimmung
Die den Abstimmenden am 2. Juni 1992 gestellte Frage lautete:

„Der stemmes om det af Folketinget vedtagne forslag til lov am ændring af lov om Danmarks tiltrædelse af de Europæiske Fællesskaber m.v. (Danmarks tiltrædelse af Traktaten om den Europæiske Union)“

„Abstimmung über den vom Folketing verabschiedeten Gesetzentwurf zur Änderung des Gesetzes über den Beitritt Dänemarks zu den Europäischen Gemeinschaften usw. (Beitritt Dänemarks zum Vertrag über die Europäische Union)“

## Ergebnisse
Bei einer hohen Wahlbeteiligung von 83,1 % lehnten 50,7 % der Abstimmenden den Vertragsentwurf ab. Spätere Wahlanalysen ließen vermuten, dass vor allem die Anhänger der Sozialistischen Volkspartei, aber auch etwa zwei Drittel der Anhänger der Sozialdemokraten mit „Nein“ gestimmt hatten. Bei den Anhängern der bürgerlichen Parteien bewegte sich die Zustimmungsrate zwischen 60 und 90 % und bei denen der Fortschrittspartei bei knapp unter 50 %.

Ergebnisse der Volksabstimmung nach Aufstellungs- und Amtskreisen

| Kreis                                   | Stimm- berechtigte | Wahl- beteiligung | Gültige Stimmen | Gültige Stimmen | Gültige Stimmen | Ja     | Nein   |
| Kreis                                   | Stimm- berechtigte | Wahl- beteiligung | Alle            | Ja              | Nein            | Ja     | Nein   |
| --------------------------------------- | ------------------ | ----------------- | --------------- | --------------- | --------------- | ------ | ------ |
| Søndre Storkreds                        | 114.558            | 80,4 %            | 91.272          | 33.171          | 58.101          | 36,3 % | 63,7 % |
| Østre Storkreds                         | 186.901            | 81,9 %            | 151.578         | 56.747          | 94.831          | 37,4 % | 62,6 % |
| Vestre Storkreds                        | 142.715            | 82,3 %            | 116.243         | 47.660          | 68.583          | 41,0 % | 59,0 % |
| Københavns Amtskreds                    | 458.562            | 86,3 %            | 392.412         | 191.954         | 200.458         | 48,9 % | 51,1 % |
| Frederiksborg Amtskreds                 | 258.239            | 85,6 %            | 219.357         | 117.367         | 101.990         | 53,5 % | 46,5 % |
| Roskilde Amtskreds                      | 167.297            | 86,5 %            | 143.515         | 74.092          | 69.423          | 51,6 % | 48,4 % |
| Vestsjællands Amtskreds                 | 219.313            | 82,5 %            | 179.292         | 87.208          | 92.084          | 48,6 % | 51,4 % |
| Storstrøms Amtskreds                    | 200.875            | 83,5 %            | 165.980         | 80.288          | 85.692          | 48,4 % | 51,6 % |
| Bomholms Amtskreds                      | 35.020             | 79,4 %            | 27.349          | 13.474          | 13.875          | 49,3 % | 50,7 % |
| Fyns Amtskreds                          | 358.277            | 83,0 %            | 294.625         | 141.626         | 152.999         | 48,1 % | 51,9 % |
| Sønderjyllands Amtskreds                | 189.094            | 82,6 %            | 154.648         | 83.596          | 71.052          | 54,1 % | 45,9 % |
| Ribe Amtskreds                          | 165.303            | 81,2 %            | 132.913         | 71.337          | 61.576          | 53,7 % | 46,3 % |
| Vejle Amtskreds                         | 254.984            | 82,8 %            | 209.097         | 108.602         | 100.495         | 51,9 % | 48,1 % |
| Ringkøbing Amtskreds                    | 200.501            | 82,5 %            | 163.721         | 94.082          | 69.639          | 57,5 % | 42,5 % |
| Århus Amtskreds                         | 463.044            | 83,8 %            | 384.349         | 187.219         | 197.130         | 48,7 % | 51,3 % |
| Viborg Amtskreds                        | 174.357            | 81,6 %            | 140.614         | 75.392          | 65.222          | 53,6 % | 46,4 % |
| Nordjyllands Amtskreds                  | 372.965            | 79,2 %            | 292.766         | 142.627         | 150.139         | 48,7 % | 51,3 % |
| Dänemark gesamt                         | 3.962.005          | 83,1 %            | 3.259.731       | 1.606.442       | 1.653.289       | 49,3 % | 50,7 % |
| Quelle: Statistisches Heft Nr. 13, 1992 |                    |                   |                 |                 |                 |        |        |

## Reaktionen und weitere Entwicklung
Die unerwartete, knappe Ablehnung des Vertrags durch die Wählerschaft zeigte, dass die regierungstragenden Parteien Dänemarks den Grad des Euro-Skeptizismus im Land deutlich unterschätzt hatten. Der breiten parlamentarischen Unterstützung des Vertrages stand keine entsprechende Unterstützung in der Öffentlichkeit gegenüber. Für die proeuropäischen Politiker, insbesondere für Außenminister Ellermann-Jensen bedeutete das Abstimmungsergebnis eine deutliche politische Niederlage. Durch die negativ ausgegangene Abstimmung sahen sich die Befürworter des Vertrags von Maastricht in eine schwierige Lage versetzt. Einerseits mussten sie dem Wählerwillen entsprechen, aber andererseits auch zu einer Einigung mit ihren europäischen Vertragspartnern kommen. Kurz nach Bekanntwerden des Abstimmungsergebnisses schlossen die EU-Außenminister eine Neuverhandlung des Vertrags von Maastricht kategorisch aus. Die Lösung dieses Dilemmas wurde darin gefunden, dass spezielle Vereinbarungen im Abkommen von Edinburgh 1992 getroffen wurden, die Dänemark die Teilnahme an besonders strittigen Punkten des Vertrages freistellten. Nach Abschluss des Abkommens wurde der modifizierte Vertrag von Maastricht erneut den dänischen Wählern zur Abstimmung vorgelegt, die ihn in einer Volksabstimmung am 18. Mai 1993 mit knapper Mehrheit guthießen.